# Calamaria sumatrana
Espèce
Statut de conservation UICN

 LC  : Préoccupation mineure
Calamaria sumatrana  est une espèce de serpents de la famille des Colubridae.

## Répartition
Cette espèce est endémique de Sumatra en Indonésie.

## Taxinomie
Calamaria sumatrana Werner, 1909 est un synonyme de Calamaria suluensis Taylor, 1922

## Publication originale
- Edeling, 1870 : Recherches sur la faune erpétologique de Sumatra. Natuurkundig Tijdschrift voor Nederlandsch Indië, Batavia, vol. 31, p. 376-388 (texte intégral).